# Резиновый шланг (анимация)
Анимация «резинового шланга» (англ. rubber hose animation) — первая стандартизованная техника изображения в истории американской анимации. Хотя со временем аниматоры отказались от этой стилистики в пользу более совершенных методов, с 2010-х годов наблюдается некоторое возрождение интереса к «резиновому шлангу». Примеры включают видеоигру 2017 года Cuphead и персонажа Шпинель из анимационного телефильма «Вселенная Стивена: Фильм» (2019). Отличительной чертой стиля являются «резиновые конечности» — руки, а иногда и ноги, имеющие простые плавные изгибы, без сочленений (запястий, локтей или коленей). Ещё один признак этого стиля анимации — круглые как плошки (англ. pie eyes — «пирожные глаза») глаза персонажей.

## История

### Появление и взлёт
На заре рисованной анимации в 1920-х основные студии располагались не в Голливуде, а в Нью-Йорке. Анимация была сравнительно новым, бурно развивающимся явлением, опытных аниматоров практически не было; тем не менее были опытные художники, работавшие в газетах и рисовавшие комиксы в то время, когда даже сами комиксы были в новинку. Многие из них были очарованы движущимися рисунками, видели в них новые возможности и вызовы для применения своих навыков в чём-то более захватывающем, чем газетная полоса.
По этой причине ранние мультфильмы часто имели много общего с движущимися комиксами. Художники находились в поиске рабочих технологий, выясняли границы своих возможностей. При работе над мультфильмами не требовалось решать пространственные задачи или придерживаться реалистичности при передаче движения, и в то же время этот дополнительный аспект давал возможность придумывать гэги и элементы, невозможные в комиксах. С другой стороны, поскольку для создания иллюзии движения рисунки должны были производиться серийно, требовалось найти компромисс в изображении персонажей — они должны выглядеть достаточно живыми и сложными, но работа над ними не должна быть слишком трудоёмкой. По мере того, как аниматоры набирались опыта путём проб, ошибок и сотрудничества, мультфильмы становились всё более профессиональными, и в них начали преобладать определённые техники их создания.
Студиям приходилось чутко относиться к новым тенденциям в бизнесе, чтобы выдерживать конкуренцию. Следствием стало то, что стиль и дизайн самых успешных и популярных мультфильмов оказали большое влияние на весь остальной анимационный бизнес. Одним из первых примеров был антропоморфный Кот Феликс, у которого быстро появились подражатели на разных студиях. В сочетании с естественной эволюцией анимации это привело к доминирующему дизайну, который стал известен как «стиль «резинового шланга», несмотря на индивидуальные различия между студиями. Изобретение этого стиля анимации приписывают Биллу Нолану.

### Упадок и забвение
Анимация «резинового шланга» постепенно сходила на нет по мере того, как мультфильмы становились более сложными, особенно благодаря студии Уолта Диснея. Дисней стремился делать свои мультфильмы более реалистичными, а героев заставить существовать по тем же законам, что и актёров в игровом кино, — это направление позже было названо полной анимацией. Дисней рассматривал анимацию как потенциальный суррогат живого действия, когда появляется возможность показать то, что невозможно в живом действии, в рамках требований реализма. Это направление не допускало появления «жидких» тел в стиле «резинового шланга», и, благодаря успеху Диснея и последовавших требований со стороны дистрибьютеров, эта тенденция распространилась и на остальные студии.
«Резиновые шланги» появлялись в некоторых более поздних фильмах, включая короткометражки Текса Эйвери для MGM, персонажи The Warner Siblings от WB Animation или «Шоу Рена и Стимпи», но оригинальный стиль и его влияние стали частью истории анимации начала-середины 1930-х годов. Аниматоры Fleischer Studios придерживались этой техники дольше всех и привели свои работы в соответствие с более современным стилем анимации Западного побережья к 1940 году. Однако влияние стиля «резинового шланга» продолжает ощущаться в таких шоу, как «Время приключений» (демонстрируется с 2010 года).

## Влияние
Хотя в XXI веке анимация в стиле «резинового шланга» используется не так часто, некоторые производители отдают дань уважения этому стилю.

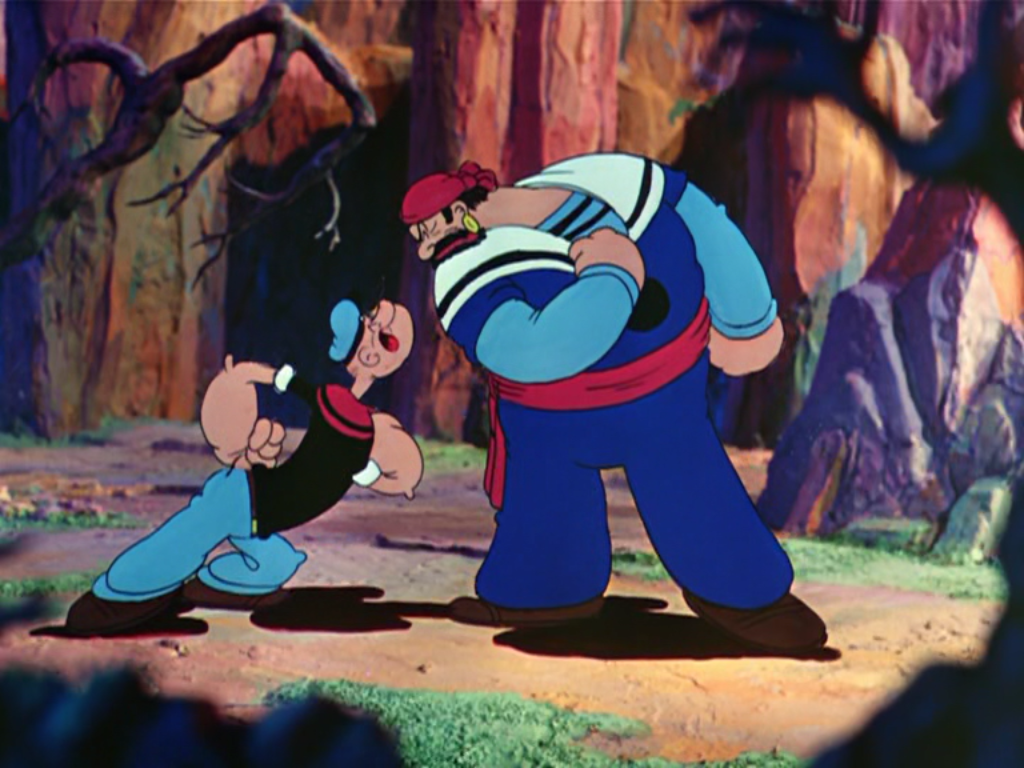
Моряк Попай встречает моряка Синдбада

### Анимация
В 2013 году студия Walt Disney Animation Studios, используя этот стиль, выпустила короткометражный анимационный комедийный 3D-фильм «Конь-огонь», сочетающий чёрно-белую рисованную анимацию и цветную CGI-анимацию. В короткометражке представлены персонажи мультфильмов о Микки Маусе конца 1920-х годов, а также использованы архивные записи голоса Уолта Диснея для посмертного озвучивания Микки Мауса. Это первый оригинальный короткометражный мультфильм о Микки Маусе со времен «Runaway Brain» (1995) и первое появление Кролика Освальда в мультфильме Диснея за 85 лет.

### Видеоигры
В некоторых видеоиграх также используются «резиновые шланги», в том числе Kingdom Hearts, Epic Mickey, Skullgirls, Bendy and the Ink Machine, Cuphead и даже ранние игры, шоу и комиксы Sonic the Hedgehog. Kingdom Hearts использует стиль анимации «резинового шланга» на одном из уровней как дань уважения классическому способу анимации. Epic Mickey — игра от Walt Disney, в которой используется классический стиль диснеевских персонажей, отсылающий к 1930-м годам. Skullgirls содержит игрового персонажа «Пикок», чей дизайн и анимация атаки основаны на образах 1920-х годов. Персонажи хоррора Bendy and the Ink Machine основаны на анимации «резинового шланга» 1920-х годов, напоминающей старые черно-белые мультфильмы. Анимация для каждого из многочисленных персонажей и существ Cuphead в значительной степени связана с техниками рисования из 1930-х годов; создатели игры хотели, чтобы игроки чувствовали себя так, как будто они смотрят мультфильм того времени. В играх франшизы Sonic the Hedgehog также встречались «резиновые шланги», особенно в 1990-х годах. Очевидный пример — фирменная поза Ёжика Суперсоника с одной рукой на бедре, со скрещёнными ногами и помахивающего пальцем, которую можно увидеть на коробке с оригинальной игрой.

### Телевидение
В эпизоде «Reincarnation» мультсериала «Футурама» в сегменте «Колорама» используется анимация «резинового шланга». В этой части эпизода персонажи довольно подвижные и игривые.
Ещё одно известное использование анимации «резинового шланга» — мульсериал «Микки Маус» телеканала Disney. Сериал напоминает фарс оригинальных короткометражек о Микки Маусе, но в то же время представляет собой современное обновление с широким использованием анимации Toon Boom и Flash, и «представляет Микки в широком диапазоне юмористических ситуаций, демонстрирующих его отвагу и плутовство, а также его всеми любимые обаяние и добросердечие».
В анимационном сериале «Пингу» используются характерные приёмы, например, когда персонажи вытягивают верхнюю часть тела, чтобы тянуться вверх, или скатываются в клубок.
В эпизоде «Truth or Square» мультсериала «Губка Боб Квадратные Штаны» Пират Патчи представляет фильм о том, каким бы выглядел мультфильм, если бы он был снят в 1930-х годах. В фильме используется анимация «резинового шланга», при этом звучит песня «Rubber Hose Rag».
В эпизоде «It’s A Wonderful Half-Life» сериала «Котопёс» последовательность снов сделана в стиле мультфильмов 1920—1930-х годов.
Флеш-сериал Happy Tree Friends от Mondo Media выполнен в стиле «резинового шланга» и у большинства персонажей «глаза-блюдца».
В анимационном фильме «Вселенная Стивена: Фильм» главный антагонист Шпинель анимирована в этом стиле, но другие персонажи выполнены в более современном стиле, характерном для оригинального сериала в целом. Шпинель использует эластичные движения в своих интересах, растягивая и трансформируя конечности в объекты, которые она использует в битве. Её основная песня и большинство музыкальных тем — электро-свинг — современная интерпретации музыки 1920—1930-х годов.
В 6 сезоне мультсериала «Конь БоДжек» демонстриуется видео, включающее в себя несколько методов анимации, отличных от доминирующего стиля шоу, в том числе сегмент, сделанный в классическом стиле «резинового шланга».

### Видеоклипы
Видео на сингл Дуа Липы «Hallucinate» изображает Липу и серию фантастических персонажей в анимации «резиновые шланги».
Рэпер Ghostemane выпустил музыкальное видео на композицию «AI», в котором артист изображается в сочетании «резиновой» и покадровой анимации.